# Forræder (tv-program)
 For alternative betydninger, se Forræder. (Se også artikler, som begynder med Forræder)
Forræder er et dansk underholdningsprogram, som blev sendt på TV 2 for første gang i 2023. Sæson 2 blev sendt i 2024, og sæson 3 havde premiere 11. april 2025.
Programmet er den danske version af det hollandske underholdningsprogram De Verraders og det danske programs vært er Lise Rønne. I programmet medvirker kendte danske personligheder i et hemmelighedsfuldt spil om at spille hinanden ud, og finde frem til, hvem forræderen i spillet er.
I oktober 2024 kom en spin-off af programmet; Forræder - Ukendt grund, hvor deltagerne var almene ukendte danskere. Programmets vært var Martin Johannes Larsen.

## Præmis
De 18 deltagere bliver delt op i to grupper: loyale og forrædere. Spillet er bygget op som en kamp mellem de loyale og forræderne, hvor det gælder om at spille hinanden ud. Forrædernes opgave er at myrde og forvise de loyale uden at blive afsløret af de loyale. De loyales opgave er at opsnappe hvem, der er forræder og få dem forvist fra spillet. Om natten kan forræderne vælge enten at myrde en af de loyale eller at afpresse dem til at blive forræder.

## Serieoversigt og vindere
| Sæsoner | Sæsoner | Episoder | Oprindelig sendt | Oprindelig sendt   |
| Sæsoner | Sæsoner | Episoder | Start            | Slut               |
| ------- | ------- | -------- | ---------------- | ------------------ |
|         | 1       | 8        | 28. juli 2023    | 15. september 2023 |
|         | 2       | 8        | 12. april 2024   | 31. maj 2024       |
|         | 3       | 8        | 11. april 2025   | 30. maj 2025       |

### Vindere oversigt
| Sæsoner | Podium                                      | Podium                                 | Podium        |
| Sæsoner | Vinder                                      | Andenpladsen                           | Tredjepladsen |
| ------- | ------------------------------------------- | -------------------------------------- | ------------- |
| 1       | Johannes Nymark                             | Julia Sofia Aastrup og Bjørli Lehrmann | Sarah Mahfoud |
| 2       | Emil Trier, Mikkel Trier og Melissa Bentsen | Bjarne Henriksen                       | Heino Hansen  |
| 3       | Ali Jassem og Nicky Andersen                | Emil Lange                             | Victor Lander |

## Forræder - Ukendt grund
Grundet mange henvendelser fra seere med interesse i at deltage i programmet annoncerede TV 2 i august 2024 at Forræder-universet ville blive udvidet med en spin-off kaldet Forræder - Ukendt grund, som blev sendt på TV 2 Echo og TV 2 Play.  I programmet deltog almene ukendte danskere, og programmets vært var Martin Johannes Larsen. Den første sæson af Forræder - Ukendt grund havde premiere den 12. oktober 2024.